# Biggles ztrácí klid
Biggles ztrácí klid (v originále: No Rest for Biggles) je dobrodružná kniha o pilotovi Jamesu Bigglesworthovi od W. E. Johnse z roku 1956. Román nejprve vyšel v časpopise Junior Mirror. V Česku byl vydán nakladatelstvím Toužimský & Moravec v Praze v roce 1999.

## Děj
Biggles dostal od svého nadřízeného, generála Raymonda, rozkaz, aby přišel na kloub záhadnému zmizení tří letadel v Africe. Ve všech letadlech byly převáženy VIP osoby a tak bylo jasné, že se letadla neztratila náhodou. Biggles proto vytvořil svůj plán. Vzal na sebe falešné jméno plukovník W. Rayle a společně se svým parťákem Gingerem letěli v letadle Handley Page Hastings předem zveřejněnou trasou přes Afriku. Díky rádiovému spojení byli neustále v kontaktu se svými druhy Algym a Bertiem, kteří letěli několik kilometrů za nimi v letadle Handley Page Halifax. Po přeletu do Libérie jim přestal fungovat kompas i všechny motory na letadle. K jejich Hastingsu se přiblížil neznámý malý letoun a navedl je na opuštěné letiště. Ginger podle plánu opustil letadlo, zatímco Bigglese zajali tamní vojáci a uvěznili ho v blízké základně. Zde se setkal s jejich hlavním vůdcem Christopherem Haitem a později i se zajatci. Těmi byly převážně ony VIP osoby, jako podplukovník Wragg či generál Mander, od kterých se dozvěděl, že Haiteho banda ukradla Američanům tajnou zbraň umístěnou v letadle, která dokázala na dálku znemožnit funkci přístrojů a motorů. Díky donašeči, jímž byl zajatec Hollweg, si s Bigglesem vyjednal schůzku jeho starý známý protivník Erich von Stalhein. Mezitím se s Halifaxem spojil Ginger a vytvořili plán. Algy odlétl do Londýna pro vhodnější letadlo a aby o všem informoval Raymonda, zatímco Ginger s Bertiem odešli k táboru, kde později za plotem tajně pozorovali schůzku dvou rivalů. Stalhein nabídl Bigglesovi svobodu, když mu pomůže získat Christophovu zbraň (pozn.: s krádeží letadla výrazně pomohli východní agenti, jenže Christoph je převezl a zbraň si nechal, což se jim pochopitelně nelíbilo.). Biggles nabídku odmítl a později za pomoci svých parťáků převezl Stalheina a osvobodil Christophovy zajatce, kteří nastoupili do Hastingsu a odletěli. Biggles poté zapálil Christophovu radiovou stanici a po svém návratu k ostatním sledoval Stalheinův odlet. Bertie byl vyslán na místo setkání s Algym. Cestou ho ale napadl a zranil kmen domorodců, čehož si naštěstí včas Ginger s Bigglesem všimli a zachránili ho. Biggles se s Gingrem pokusil zapálit letadlo s tajnou zbraní, ukryté v hangáru, ale nezdařilo se jim to. Další den se vrátil Stalhein a se skupinou vojáků zaútočili na Christophovy muže. Tento útok byl sice účinný, avšak nahrál Bigglesově partě do karet, protože letící kulky proděravěly několik sudů s benzínem v hangáru, kde parkovalo letadlo, čehož Biggles okamžitě využil a na podruhé se pokus o zapálení letadla podařil. Stalheinova banda po tomto útoku beze stopy zmizela. Ke svému překvapení nalezli Chistopha po útoku jen s lehčím zraněním a ten jim pod podmínkou, že ho neudají, sdělil, kde se nachází dokumentace tajné zbraně. Po Algyho přistání společně s Wraggem dopravili zraněné do nemocnice v Akkře, kde předali dokumenty Raymondovi a po Bertieho uzdravení se vrátili zpět do Anglie.

## Hlavní postavy
- James „Biggles“ Bigglesworth
- Algernon „Algy“ Lacey
- Ginger Hebblethwaite
- Bertram „Bertie“ Lissie
- Erich von Stalhein
- Christoph Hait
- generál Homer Mander + jeho asistent Al Cox
- podplukovník Tony Wragg
- Boris Zorotov – (viz Biggles – Bermudský trojúhelník) Stalhein ho zastřelil, když byl jím přistižen při rozhovoru s Bigglesem
- Bruno Hollweg – byl zastřelen během útěku zajatců
- Dessalines – pilot tajné zbraně
- seržant Norton a desátník Penn

## Letadla
- British Taylorcraft Auster
- Handley Page Halifax
- Handley Page Hastings
- tajná zbraň – přesný typ letadla není v knize uveden